# Mihael Ruski
Mihael Ruski ali Mihael Fjodorovič (rusko Михаи́л Фёдорович), ruski car, * 22. julij (12. julij, ruski koledar) 1596, † 23. julij (13. julij) 1645, Moskva.
Mihael Fjodorovič je bil prvi ruski car iz dinastije Romanovih. Njegova legalna izvolitev je leta 1613 končala petnajstletno nemirno obdobje od zatona dinastije Rurikidov. Mladi, slabo izobraženi car je bil šibek vladar, razen v obdobju (1618–33), ko je vladal skupaj s svojim vplivnim očetom, moskovskim patriarhom Filaretom. Leta 1617 je v Stolbovi sklenil mir s Švedi. Poljska je Mihaela priznala za ruskega carja šele z mirom v Polanovki (1634), s katerim ji je Rusija prepustila Smolensk in ozemlja zahodno od njega. V Mihaelovem času so Rusi prevzemali vojaška znanja iz severnoevropskih protestantskih dežel in zgradili rečno ladjevje, s katerim so pluli do Kaspijskega in Črnega morja. V Sibiriji so prodrli do Tihega oceana. Ruski trgovci so trgovali s Perzijo (svila) in oskrbovali Evropo z velikim količinami krzna iz Sibirije. Razvilo se je gradbeništvo. Moskovski kremelj je začel dobivati današnjo podobo.

## Uvod

### Zaton dinastije Rurikidov
Zadnja carja iz dinastije Rurikovih naslednikov sta bila Ivan Grozni (vladal 1533–84) in njegov najstarejši sin Fjodor Ivanovič (1584–98). Poleg njega je bil od Ivanovih sinov ob Ivanovi smrti živ samo še Dimitrij, sin Ivanove zadnje, sedme žene, ki je bil tedaj star leto in pol.
Car Fjodor Ivanovič je bil bolehen in ni imel vladarske pameti. Namesto njega je večino vladarskih poslov opravljal njegov svak Boris Godunov. Ta je računal na to, da bo nekoč sam zasedel carski prestol. Postopoma se je znebil vseh konkurentov, ki bi ga pri tem lahko prehiteli. Edinega zakonitega prestolonaslednika, carjeviča Dimitrija, je skupaj z njegovo materjo Marijo Nagojo in njeno širšo družino preselil v oddaljeni Uglič (kakih 200 km severno od Moskve), kjer jim je omogočil udobno dvorno življenje. 15. maja 1591 (ruski koledar) so našli devetletnega carjeviča, ki je bil za trenutek brez nadzorstva, s prerezanim vratom na vrtu njihove graščine. Kaj se je v resnici zgodilo, ni bilo nikdar pojasnjeno. Med ljudstvom je obveljalo prepričanje, da si je Boris Godunov z umorom odprl pot na carski prestol. In res je po smrti carja Fjodora zavladal Boris Godunov (1598–1605).

### Boris Godunov. Obdobje zmede
V petem letu Borisovega vladanja se je na Poljskem pojavil mlad človek (domnevno menih Grigorij Otrepjev), ki se je izdajal za carjeviča Dimitrija (ki da leta 1591 ni bil ubit, ampak ugrabljen in zamenjan s truplom drugega otroka). S podporo nekaterih poljskih plemičev in pustolovcev je oktobra 1604 prekoračil poljsko-rusko mejo. Ruski vojaki so v veri, da gre za resničnega carjeviča, prestopali na njegovo stran. Dimitrijeva vojska se je že približevala Moskvi, ko je car Boris Godunov nenadoma umrl. Ljudstvo je Dimitrija v Moskvi triumfalno sprejelo, bojarji pa so ga ustoličili za novega carja. S tem se je začelo sedemletno nemirno obdobje ruske zgodovine, ki mu Rusi pravijo kar obdobje zmede (смутное время), polno preganjanja nasprotnikov, notranjih nemirov, vdorov zunanjih sovražnikov in hitrega menjavanja (samozvanih) vladarjev.
Lažni Dimitrij (vladal junij 1605 – maj 1606), inteligenten in fizično močan triindvajsetletnik, se je na dvoru obnašal svojeglavo in ni spoštoval tradicije dvornega protokola, ki je bojarjem namenjal veliko vlogo. Višek žaljenja ruskega ponosa pa je bila Dimitrijeva poroka z Marino, katoličanko in hčerko poljskega plemiča. Ob koncu poročnega obreda so ga zarotniki pod vodstvom bojarja Vasilija Šujskega ubili. Preprosta množica je pri tem vneto sodelovala in se dva dni izživljala nad njegovim truplom. Za novega carja je bil na hitro izbran Vasilij Šujski, ki pa je imel podporo le dela moskovskih bojarjev in veliko sovražnikov.
Vladanje Vasilija Šujskega (1606–1610) je bilo polno uporov in spopadov z drugimi kandidati za prestol. Pojavila sta se lažni carjevič Peter in drugi lažni carjevič Dimitrij. Švedi so zavzeli ruska ozemlja ob svoji meji, Poljaki so prodrli do Smolenska. Potem, ko je julija 1610 manjša poljska vojska pri Klušinu (med Vjazmo in Možajskim) razbila rusko vojsko, ki je štela skoraj 60.000 mož, so razjarjeni bojarji za poraz okrivili Vasilija Šujskega in ga odstavili.
Svet bojarjev je tedaj odločil, da na ruski carski prestol povabijo poljskega prestolonaslednika, šestnajstletnega Vladislava. Svoje poslance (med njimi patriarha Filareta) je s ponudbo poslal pred Smolensk, kjer je poljski kralj Sigismund III. oblegal mesto. Vendar je Sigismund namesto za sina zahteval rusko krono zase, da bi pod eno (katoliško) oblastjo združil Poljsko in Rusijo.
Marca 1611 je v Moskvi, ki so jo med tem zavzele poljske čete hetmana Žolkjevskega, izbruhnila vstaja in za njo požar. Ogenj je prizanesel le zidanemu kremlju, kjer so se utaborili Poljaki. Sigismund je zavzel Smolensk, ki je bil samo še kup ruševin (Filaret je postal njegov ujetnik). V Rusiji je zavladala popolna zmeda. Vsako mesto je hotelo biti samostojno. Novgorod je na ruski prestol klical švedskega prestolonaslednika. V Pskovu se je pojavil tretji lažni Dimitrij, ki ga je podprlo nekaj bojarjev. Angleži so Rusom ponudili protektorat. Vse je kazalo, da bo Rusija razpadla. Tedaj pa je prišlo do velikega preobrata.

### Preobrat:izvolitev Mihaela Fjodoroviča Romanova
V Nižnem Novgorodu sta se pojavila dva nova, dotlej nepoznana voditelja, ki nista bila iz vrst plemstva: Dimitrij Požarski, izkušen vojak, in Kuzma Minjin, trgovec in izredno moder človek. Ljudje so ju spoštovali kot zaupanja vredna, poštena človeka. Septembra 1611 je Minjin organiziral ljudsko vojsko. Zelo pomembno je bilo, da je za njeno vzpostavitev prispeval vse imetje svoje družine in da je uspel uveljaviti dogovor, da bodo tudi drugi državljani prispevali po petino od svojega imetja. Ljudje so Minjina imenovali za »izbranca vsega ruskega naroda«, Požarskega pa za poveljnika vojske.
Val novega upanja se je kmalu razširil po Rusiji. Vojska se je ob Volgi pomaknila proti Jaroslavlu, kjer se je zadržala štiri mesece in se krepila. Julija je krenila proti Moskvi in jo avgusta 1612 napadla. V boju je padlo 20.000 Poljakov, 9.000 pa jih je bilo zajetih. Novembra 1612 je bila Moskva osvobojena. Mnogi so predlagali, naj Minjin postane car, a je položaj odklonil rekoč "da naj bo car tisti, ki ga bo določil Bog in ga izbral ruski narod". Marca 1613 je skupščina v Moskvi (zemskij sobor), sestavljena iz bojarjev, najvišjih cerkvenih dostojanstvenikov, trgovcev in državljanov iz vseh mest Rusije, izbirala med najstarejšimi in najbolj poznanimi bojarskimi rodbinami in izvolila za carja mladega Mihaela Fjodoroviča Romanova, tudi zaradi njegovih sorodstvenih vezi z dinastijo Rurikidov.

## Mihaelovo poreklo
Roman Jurjevič Zaharjev-Jurjev († 1543) je bil bojar na dvoru ruskega carja Vasilija III. (1505–33). Njegova hči Anastazija je postala prva žena carja Ivana Groznega (1533–84) in mu je rodila naslednika Fjodora Ivanoviča, katerega vzgojitelj je bil Anastazijin brat Nikita Romanovič. Car Fjodor (1584–98) ni bil sposoben za vladanje. Namesto njega je vladarske posle vodil njegov svak Boris Godunov.
Nikita Romanov je umrl naravne smrti že leta 1585 ali 1586. Boris Godunov (1598–1605) je, potem ko je postal ruski car, njegovega sina, vplivnega bojarja Fjodora Nikitoviča pregnal v samostan Antona Sirskega daleč na severu Rusije (75 km jugovzhodno od Arhangelska), kjer je prejel meniško ime Filaret, njegovo ženo Ksenjo Šestovo in sina Mihaela pa v Ipatski samostan v Kostromi. Filareta je Lažni Dimitrij leta 1605 postavil za rostovskega metropolita, leta 1610 pa je kot odposlanec sveta bojarjev prišel v ujetništvo poljskega kralja Sigismunda III.
Ob izvolitvi za carja je bil Mihael Fjodorovič star 16 let. Bil je slabo izobražen in osamljen. Njegova mati je izvolitev sprva zavračala, ker je bila prepričana, da bo povzročila sinovo skorajšnjo smrt.

## Začetki vladanja
Ob Mihaelovi izvolitvi je bila Rusija v nezavidljivem položaju. Od zunaj so jo ogrožali Poljaki, ki so držali utrjeni Smolensk in nekatere manjša mesta in Švedi, ki so izkoristili priložnost in zavzeli ozemlja ob meji in bogati Novgorod. Najnevarnejše za rusko državo pa so bile spletke, ki so se takoj po izvolitvi pojavile na carskem dvoru, kjer so bojarske rodbine skušale pridobiti vpliv nad mladim carjem; močna je bila tudi propoljska stranka.
Mladi car je zavladal ob pomoči materine družine in je poskušal najprej zagotoviti varnost meja. S posredovanjem Nemcev je začel pogajanja s Poljaki za rešitev vprašanja Smolenska, vendar brez uspeha. Poljski prestolonaslednik Vladislav (vedoč, da ga podpira del bojarjev) je zahteval naslov ruskega carja zase in ga Mihaelu ni hotel priznati.
Pogajanjem pa so bili naklonjeni Švedi: bili so v sporu z Danci in Poljaki ter v slabih odnosih z zavzetim ruskim Novgorodom; njihov kralj Gustav II. Adolf je pogledoval proti Nemčiji, kjer so se protestanti, katerih zaščitnika se je čutil, pripravljali na spopad s katoliki; poleg tega so bili na ruski strani tudi Angleži in Nizozemci, ki so iz trgovskih interesov želeli, da ostaneta Belo morje in pristanišče Arhangelsk v ruskih rokah. Tako je leta 1617 prišlo med Rusijo in Švedsko do mirovnega sporazuma v Stolbovi: Rusija je dobila vrnjen Novgorod in švedske osvojitve v vojni; plačati je morala vojno odškodnino 20.000 rubljev in ni smela imeti svojih ladij v Baltiškem morju.
Poljski princ Vladislav je (skupaj z izkušenim hetmanom Hodkijevičem) ponovno povedel poljsko vojsko proti Rusiji. Zavzel je mesti Dorogobuž in Vjazma, ni pa uspel zavzeti Kaluge in Možajska. Mimo njih je nadaljeval proti Moskvi, vendar njenega močnega obzidja tudi s pomočjo Kozakov, ki so mu prišli na pomoč, ni mogel ogroziti. Tako je bilo v mestu Deulin (v bližini moskovskega Trojiškega samostana) leta 1618 sklenjeno premirje. Poljaki so zadržali Smolensk in pokrajino Severijo (med rekama Desna, Sejm). Vladislav se ni hotel odpovedati nazivu ruskega carja. Dogovorili so se za zamenjavo ujetnikov, med njimi se je v Rusijo vrnil Mihaelov oče Filaret.

## Po vrnitvi očeta iz ujetništva
Z vrnitvijo očeta se je zelo okrepil položaj mladega carja. Mihael je Filareta imenoval za moskovskega patriarha. Oče in sin sta odslej vladala skupaj. Filareta so na dvoru tako cenili, da so ga nagovarjali z »Veliki Gospodar«.
Filaret je zemskij sobor upošteval kot posvetovalni organ. Poskušal je izboljšati upravljanje države in urediti finance. Kmete je vezal na zemljo. Vzdrževal je stike s severnoevropskimi protestanti, zlasti s Švedi. Ti so v Rusijo prinašali tehnična znanja, vezana na vojsko (npr. vlivanje topov in topovskih krogel). Danski, angleški in nizozemski ladjedelci so pomagali Rusom zgraditi rečno ladjevje, s katerim so po Volgi in Donu pluli v Kaspijsko jezero in Črno morje. Ladje so omogočile ruskim trgovcem trgovanje s Perzijo (svila); iz Sibirije, kjer so Rusi prodrli vse do Tihega oceana, so Evropo oskrbovali z velikimi količinami krzna; za pravico trgovanja so carju plačevali letno dajatev.
Donski in zaporoški Kozaki so leta 1627 Turkom iztrgali Azov na ustju Dona in ga kot darilo ponudili carju. Vendar car in Filaret ponudbe nista sprejela, ker sta ocenila, da tako oddaljenega oporišča ne bosta mogla braniti.
Filaret je v Moskvi ustanovil akademijo, na kateri so poučevali latinščino in grščino.
Slej ko prej je za Rusijo predstavljala največjo nevarnost Poljska. Na nevarnost je carja opozarjal švedski kralj Gustav II. Adolf; s carjem sta sklenila vojaško in trgovsko zvezo. V Moskvi se je nastanil švedski poslanik.
Po švedskem vzoru je Rusija izboljšala svojo vojsko. Vpeljala je daljša kopja, vzpostavila gibljivejše formacije, vpeljala strožje urjenje, začela je uporabljati vojaške zemljevide, kupovala je tuje orožje. Skoraj četrtina vojske je bila najemniška, oficirji so bili iz severnih protestantskih dežel. Štela je, glede na potrebe, od 100.000 do 300.000 mož. Zdelo se je, da je ruska vojska močna.
Ob smrti poljskega kralja Sigismunda III. (1632) so bojarji mislili, da je prišla priložnost, da se Poljakom maščujejo za poraz iz leta 1618. Prepričali so carja in ruska vojska je s kakimi 30.000 vojaki in 160 topovi prekoračila poljsko mejo. Sprva je hitro napredovala, obleganje Smolenska pa jo je zaustavilo za 8 mesecev. Ko je že kazalo, da bo mesto padlo, je prišel s poljsko vojsko mestu na pomoč Vladislav, sedaj kot novi poljski kralj. Istočasno so na jug Rusije udarili Tatari. Bojarji, katerih ozemlja so Tatari zasedli, so odhiteli domov in ruska vojska pred Smolenskom je skoraj razpadla. Sledil je ponižujoč poraz: vojaki so se sicer lahko umaknili, prepustiti pa so morali Poljakom vse orožje in pratež. Ruska poveljnika (Mihail Borisovič Šein, Ismailov) so v Moskvi obdolžili izdaje in ju usmrtili. Filaret tedaj ni bil več živ, umrl je leta 1633.
Poljski sejm (skupščina) ni hotel več podpirati vojne. Tako je bil leta 1634 v Poljanovki sklenjen mir: ohranjeno je bilo ozemeljsko stanje iz premirja v Deulinu; Rusi so morali plačati 20.000 rubljev vojne odškodnine, Poljaki pa so se odrekli zahtevi po ruskem prestolu in Mihaela priznali za ruskega carja (dotlej so mu priznavali le naziv velikega kneza).
Po Filaretovi smrti so imeli glavno besedo pri vodenju države spet najmočnejši bojarji in cerkveni veljaki. Mihaela je npr. zelo prizadelo, da ni uspel poročiti svoje hčerke Irine z danskim princem Valdemarom, protestantom. Nasprotovala je ruska cerkev, ki je v času Filareta le težko gledala ugodnosti, ki so jih protestanti uživali v Rusiji: zgradili so si celo nekaj protestantskih cerkva in tiskali kalvinistični katekizem v ruščini; leta 1632 so v Moskvi z zvonovi pozdravili švedsko zmago nad katoliškim cesarjem.
V času Mihaelovega vladanja se je v Rusiji razmahnilo gradbeništvo. Po mestih so se pojavile šole gradbeništva in v njih se je izučilo mnogo poznanih graditeljev. Moskovski kremelj je začel dobivati današnji izgled s carskim dvorci in stolpiči in nad obnovljena Spaska vrata so vgradili prvo veliko uro, ki so jo pripeljali iz Anglije. Novosti so se pojavile v cerkvenem slikarstvu. Josif Vladimirov je izdal knjigo Traktat o slikanju ikon, v kateri uči nove načine slikanja in Simon Ušakov knjigo Besede ljubitelju slikanja ikon, kjer slikanje primerja z ogledalom časa. Oba sta naletela ne velik odpor tradicionalistov. Za znanost v tistem času v Rusiji še ni bilo zanimanja.
Mihael Fjodorovič je bil dobrodušen vladar. Ljudstvo ga je imelo rado. Zadnja leta je zaradi napredujoče bolezni težko hodil. Že za življenja je predstavil svojega sina Alekseja Mihajloviča kot svojega naslednika. Ta je za njim brez pretresov zasedel carski prestol.

## Družina
Iz zakona Mihaela Fjodoroviča in Evdokije Luknjanovne se je rodilo 10 otrok, od katerih so samo štirje dočakali odraslo dobo:
- Irina (1627–1679)
- Aleksej (1629–1676), ruski car
- Ana (1630–1692)
- Tatjana (1636–1706)